# YAYLA Türk Lebensmittelvertrieb
Die YAYLA-Türk Lebensmittelvertrieb GmbH ist ein deutsches Lebensmittelunternehmen mit Sitz in Krefeld. Es stellt türkische Milchprodukte und Fleischwaren her und vertreibt sie europaweit. Alle Lebensmittel sind halāl zertifiziert.

## Geschichte
Das Unternehmen wurde 1979 in Marl gegründet. Ende der 1990er Jahre brachte Yayla die türkische Knoblauchwurst Sucuk auf den deutschen Markt, später auch Halal-Wiener.

## Sponsoring
Seit dem 1. Januar 2019 ist die YAYLA Namensgeberin für die Mehrzweckhalle Yayla-Arena in Krefeld. Der Eishockeyverein Krefeld Pinguine, der in der YAYLA-Arena spielt und trainiert, zählt ebenso zu den Sponsoringpartnern wie der Fußballverein Türkgücü München. Für den Verein ist YAYLA seit 2020 sowohl Haupt- als auch Trikotsponsor.